# Caserío de la Alameda
El caserío de la Alameda, caserío de Armentia o casa solariega de la Alameda es una construcción ubicada en el concejo de Gomecha, en el municipio español de Vitoria. 

## Historia
La casa solariega, perteneciente a los sucesivos titulares del marquesado de la Alameda, está situada en el concejo alavés de Gomecha. A mediados del siglo XIX, era propiedad de Íñigo Ortés de Velasco, viudo de Teotiste María Luisa de Urbina y Salazar, en quien reposaba entonces la titularidad del marquesado. Aparece descrito, como caserío, en el primer volumen del Diccionario geográfico-estadístico-histórico de España y sus posesiones de Ultramar de Pascual Madoz de la siguiente manera:

ALAMEDA: cas. en la prov. de Alava, ayunt. de Ali, y térm. del l. de Gomecha: este notable edificio cercado en la circunferencia de 1 leg. de espino y arboleda, con arbustos; es de la propiedad de D. Iñigo Ortes de Velasco, marqués de Alameda; le fertiliza un pequeño raudal que se desprende de los montes inmediatos, el cual proporciona el riego de una hermosa y bien cultivada huerta, donde se encuentran abundantes, variados y vistosos frutales: todo el terreno es de muy buena calidad y produce toda clase de frutas del pais.
(Madoz, 1845, p. 182)

Fue pasto de las llamas en la noche del 31 de diciembre de 1959 al 1 de enero de 1960.